# Gioacchino Assereto

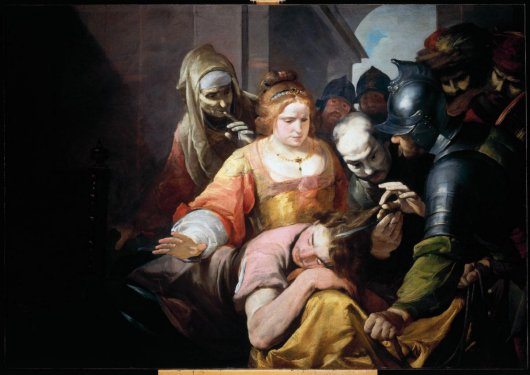
Sanson et Dalila, Fondazione di Studi di Storia dell'Arte Roberto Longhi, Florence.

Gioacchino Assereto  (né en 1600  à Gênes en Ligurie, mort le 28 juin 1649 dans cette même ville) est un peintre italien baroque de l'école génoise du XVIIe siècle.

## Biographie
Gioacchino Assereto a d'abord été apprenti de Luciano Borzone. Dès 15 ans il reçoit la commande de Saint Antoine chassant le diable par ses prières pour l'oratoire Saint-Antoine. Son œuvre est influencée par le maniérisme lombard des années 1620.
Son premier chef-d'œuvre est exécuté pour l'église San Recco : Saints Jean-Baptiste, Bernard, Catherine, Lucie et Georges.
En 1629, il entre dans l'atelier de Giovanni Andrea Ansaldo.
Il fait un bref séjour à Rome en 1639 où il reçoit les leçons du Caravage.
Il a peint des tableaux pour les églises de Gênes, Recco et Chiavari, et des fresques pour les églises et les palais de génois de Francesco Granello et Agostiano Airola. Il a réalisé deux fresques de la voûte de la Basilica della Santissima Annunziata del Vastato : David et Abimelech  et   Les saints Jean et Pierre guérissant les boiteux.
À la fin de sa vie, son œuvre gagne en liberté avec des coloris marqués par des contrastes de clair-obscur, parfois monochromes.
Son fils, Giuseppe Assereto, et Giovanni Solaro ont fait d'habiles copies de ses œuvres.

## Œuvres

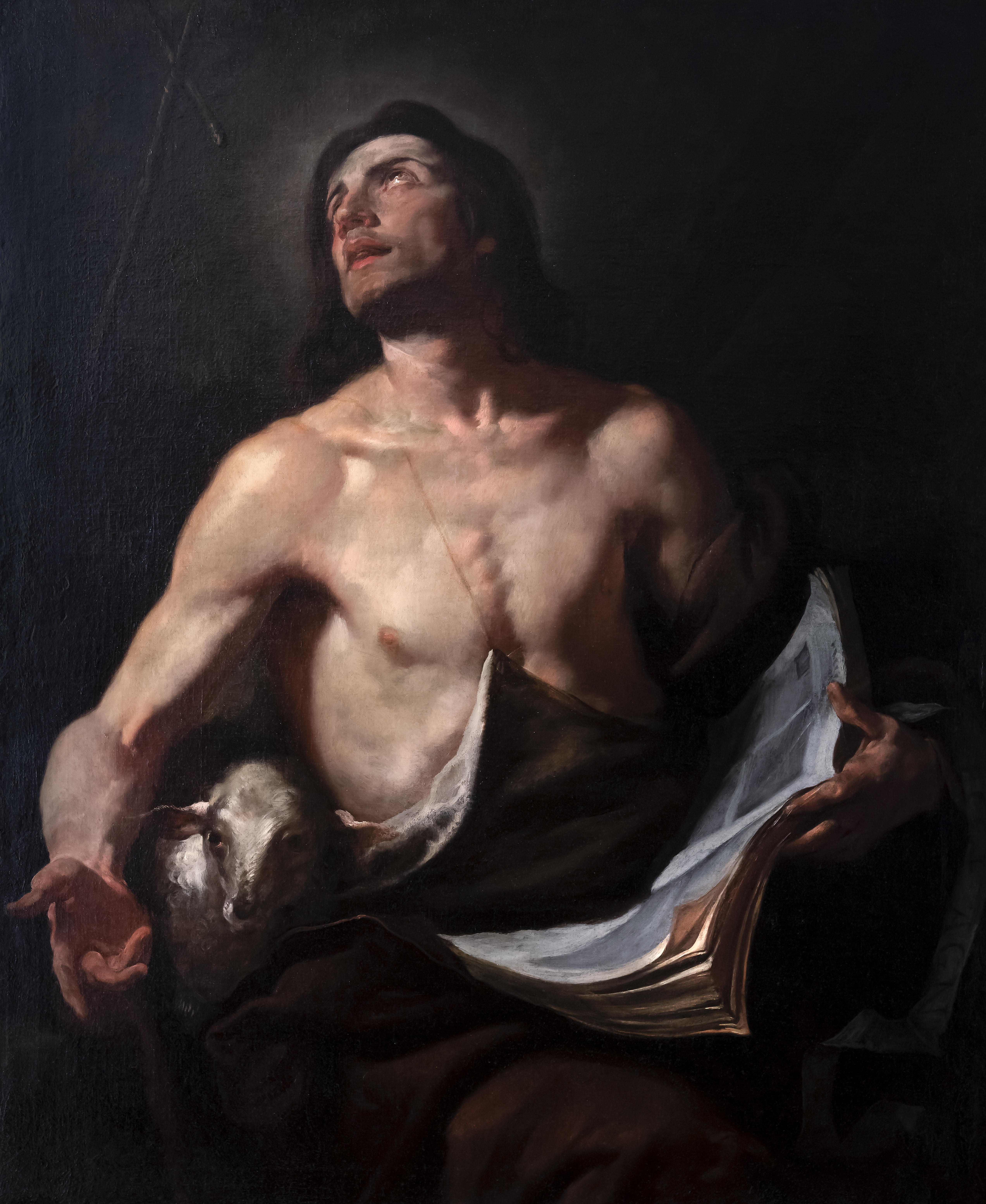
Saint Jean Baptiste (1630).

- Moïse obtenant de l'eau à travers le rocher (musée du Prado, Madrid).
- Saint François d'Assise soulagé par un chérubin avec un violon (Detroit Institute of Arts, Michigan)
- La Flagellation du Christ, année 1640, (musée de l'Ermitage, Saint-Pétersbourg, Russie).
- Isaac bénissant Jacob, année 1640, (Musée de l'Ermitage, Saint-Pétersbourg, Russie).
- L'Ange apparaissant à Agar et Ismaël, (National Gallery, Londres, Royaume-Uni).
- Tobias guérissant son père de la cécité, (musée des Beaux-Arts, Marseille, France).
- Saint Marc Evangéliste, huile sur toile, 96 × 71 cm (musée des Augustins, Toulouse, France).
- Phocion refusant les cadeaux d'Alexandre, huile sur toile, 182 × 219 cm, (musée des Beaux-arts, Nantes, France).
- L'Apothéose de saint Thomas d'Aquin, (Palais des Beaux-arts de Lille, France).
- Le Supplice de Prométhée, (Musée de la Chartreuse de Douai, France).
- Le Supplice de Tantale  (1630)
- Saint Jean Baptiste (1630) Collection Motais de Narbonne.
- Le Songe de Jacob (1640), huile sur toile, musée de Grenoble.
- Joas sauvé de la persécution d'Athalie, huile sur toile, 147.5 x 195.5 cm, musée du Louvre[1].

## Sources
- (en) Cet article est partiellement ou en totalité issu de l’article de Wikipédia en anglais intitulé « Gioacchino Assereto » (voir la liste des auteurs).